# پادشاه گانگجونگ
پادشاه گانگجونگ (زاده ۱۱۵۲) (حکومت ۱۲۱۱ - ۱۲۱۳) بیست و دومین پادشاه گوریو بود. او پسر پادشاه میونگجونگ بود. او از سال ۱۲۱۱ تا سال ۱۲۱۳ به عنوان پادشاه گوریو حکومت کرد.